# Suite in Es majeur
De Suite in Es majeur is een compositie van Armas Järnefelt. Na de kritieken op zijn Symfonische fantasie hield de Finse componist het wat lichter qua toonzetting. Het stuk doet meer denken aan Felix Mendelssohn Bartholdy dan aan Richard Wagner, als is zijn invloed in het slot wel hoorbaar.
De suite bestaat uit vijf delen:
- Andantino
- Adagio quasi andante
- Presto
- Lento assai
- Allegro feroce

De suite kwam tot voltooiing in Düsseldorf alwaar Järnefelt enige tijd werkte. Düsseldorf kende geen “zwaar” muziekleven als Berlijn en Leipzig destijds.